# Centaurea tauromenitana
La centaurea de Taormina (Centaurea tauromenitana Guss.) es una planta de la familia Asteraceae, planta endémica de Sicilia, concretamente de Taormina.

## Descripción
Es una planta caméfita subfruticosa, alta de 40 a 90 cm. 
Las flores, de color amarillo azufre, están reunidas en unas grandes inflorescencias de cabezuela hemisférica, de un diámetro de 20 a 40 mm (entre los más grandes del género Centaurea), apoyadas por las brácteas de color herrumbre.

Los frutos son aquenios dotados de un largo Papus oscuro.

## Distribución yhábitat
Es un endemismo de Sicilia nororiental, con un área circunscrita a un restringido ámbito territorial, en las cercanías de  Taormina, a las faldas del Monte Peloritani. 
Prefiere los terrenos calcáreos en la proximidad del mar, a una altitud comprendida del nivel del mar hasta los 600 m s. n. m.

## Taxonomía
Centaurea tauromenitana fue descrita por  Giovanni Gussone y publicada en Fl. Sicil. Syn. 2: 512.
Etimología
Centaurea: nombre genérico que procede del griego kentauros, hombres-caballos que conocían las propiedades de las plantas medicinales.
tauromenitana: epíteto geográfico que alude a su localización en Taormina.
Sinonimia
- Colymbada tauromenitana (Guss.) Holub[2]

## Enlaces relacionados
- Flora endémica de Sicilia

## Refedrencias
1. ↑  «Centaurea tauromenitana». Tropicos.org. Missouri Botanical Garden. Consultado el 7 de febrero de 2015.
2. ↑  Centaurea tauromenitana en PlantList